# Giải BAFTA lần thứ 43
Giải BAFTA lần thứ 43 được trao bởi Viện Hàn lâm Nghệ thuật Điện ảnh và Truyền hình Anh Quốc năm 1990 để tôn vinh những bộ phim xuất sắc nhất năm 1989.
Dead Poets Society của Peter Weir đoạt giải Phim hay nhất.

## Chiến thắng và đề cử

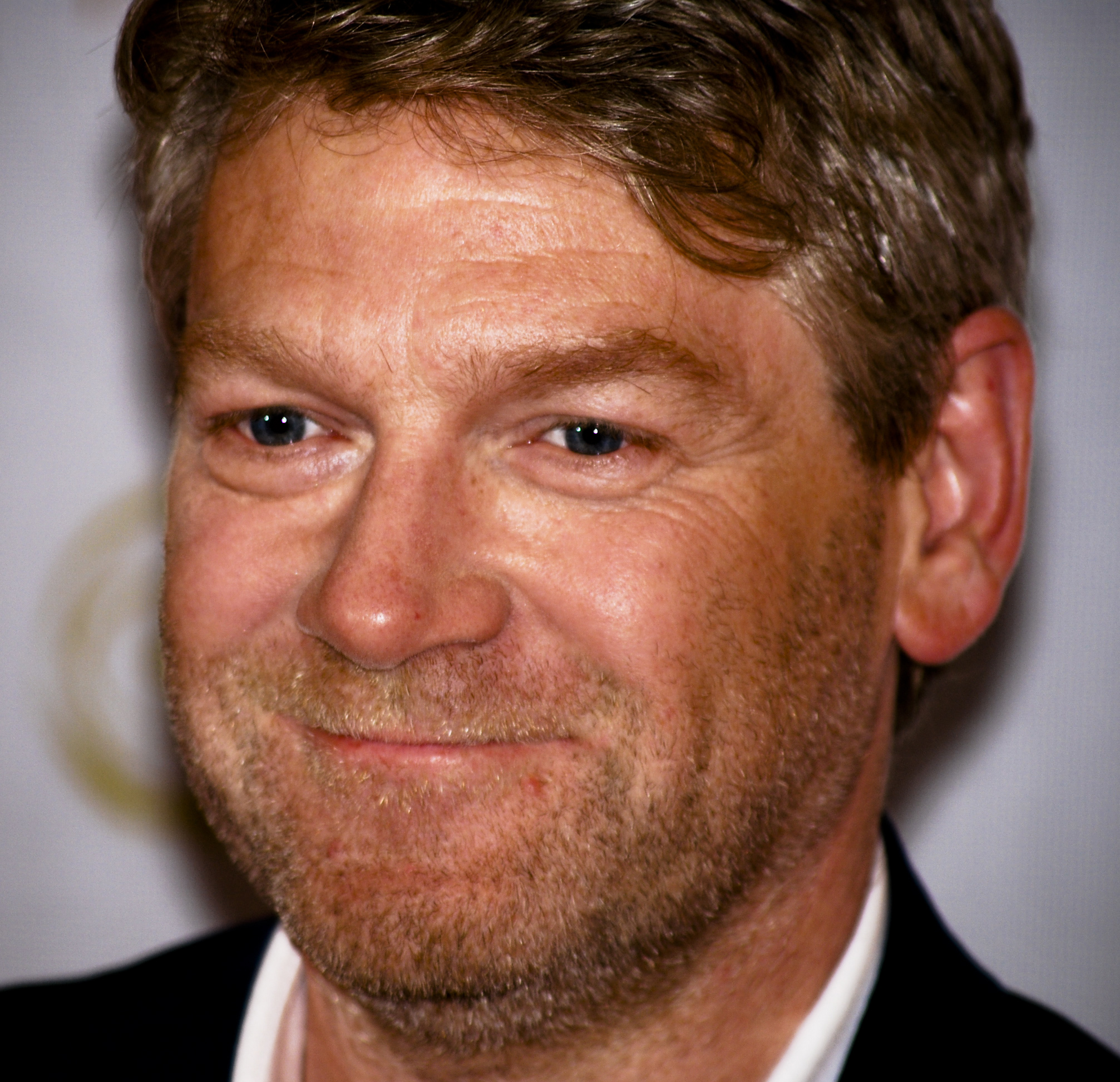
Kenneth Branagh, Đạo diễn xuất sắc nhất

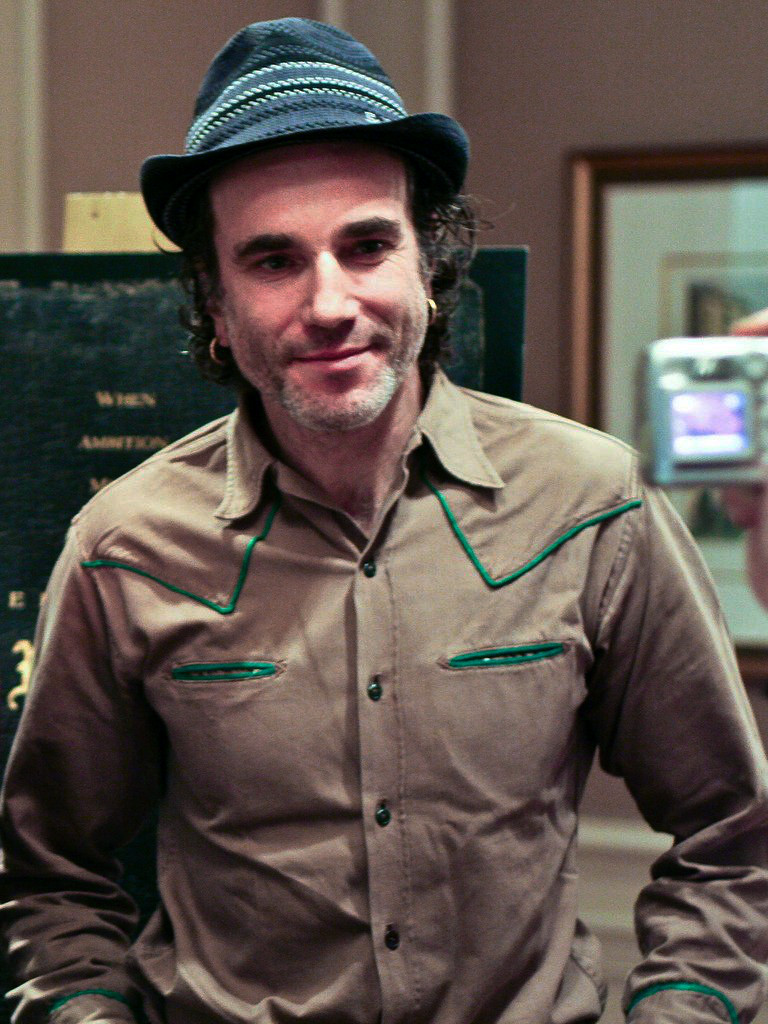
Daniel Day-Lewis, Nam diễn viên chính xuất sắc nhất

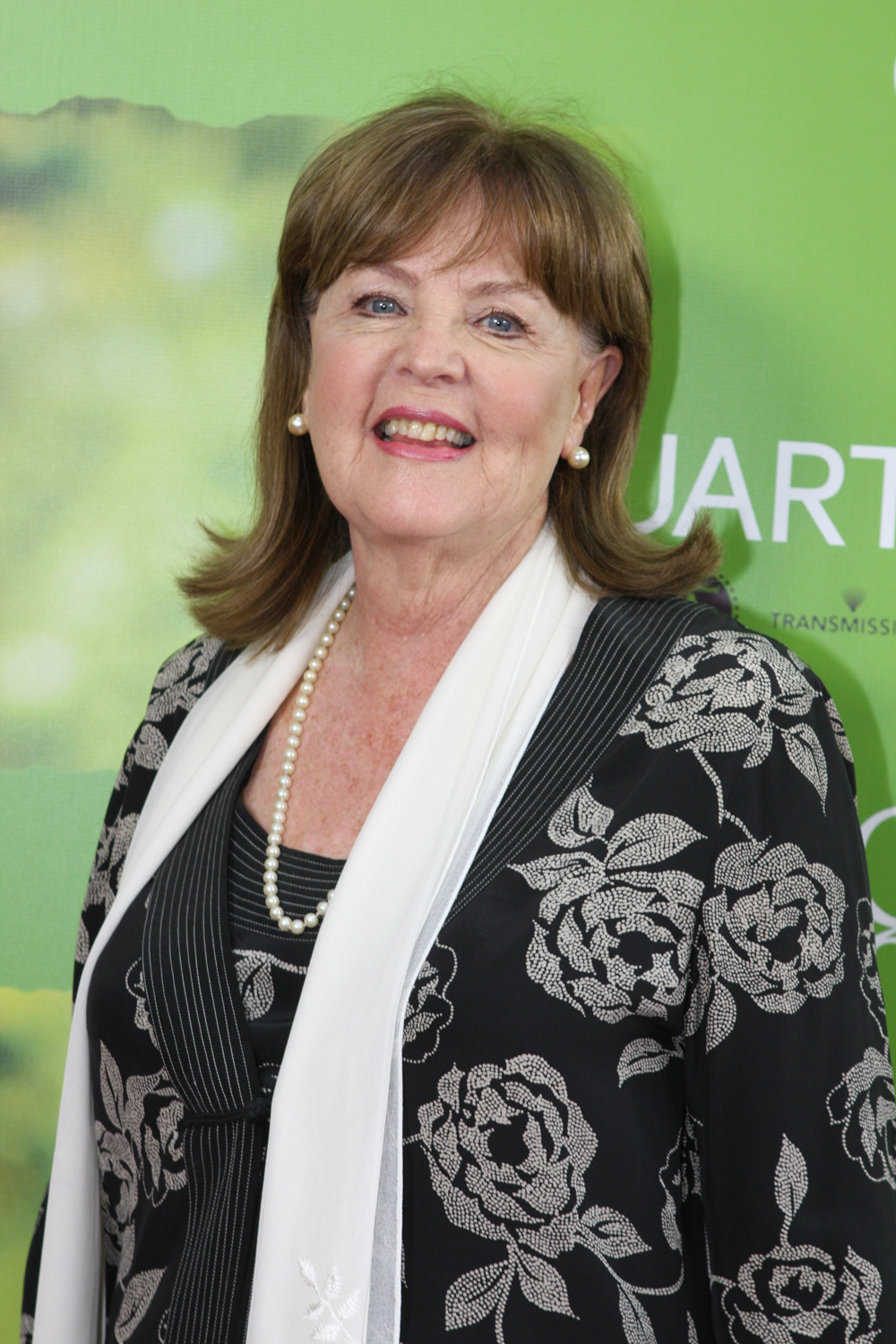
Pauline Collins, Nữ diễn viên chính xuất sắc nhất

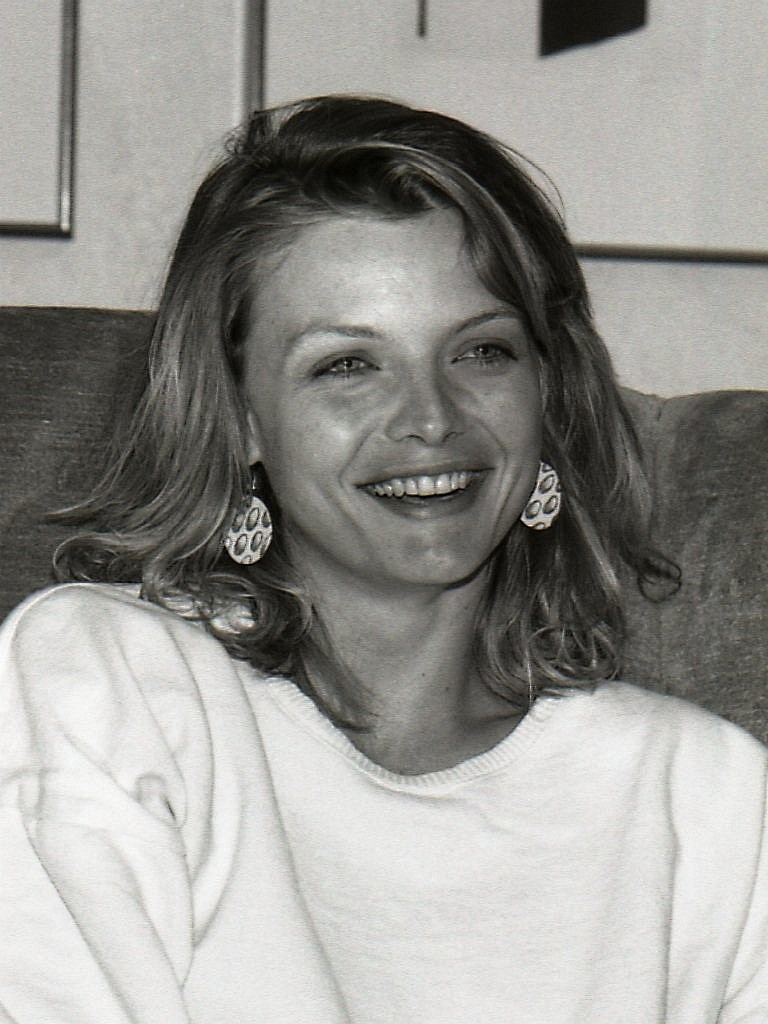
Michelle Pfeiffer, Nữ diễn viên phụ xuất sắc nhất

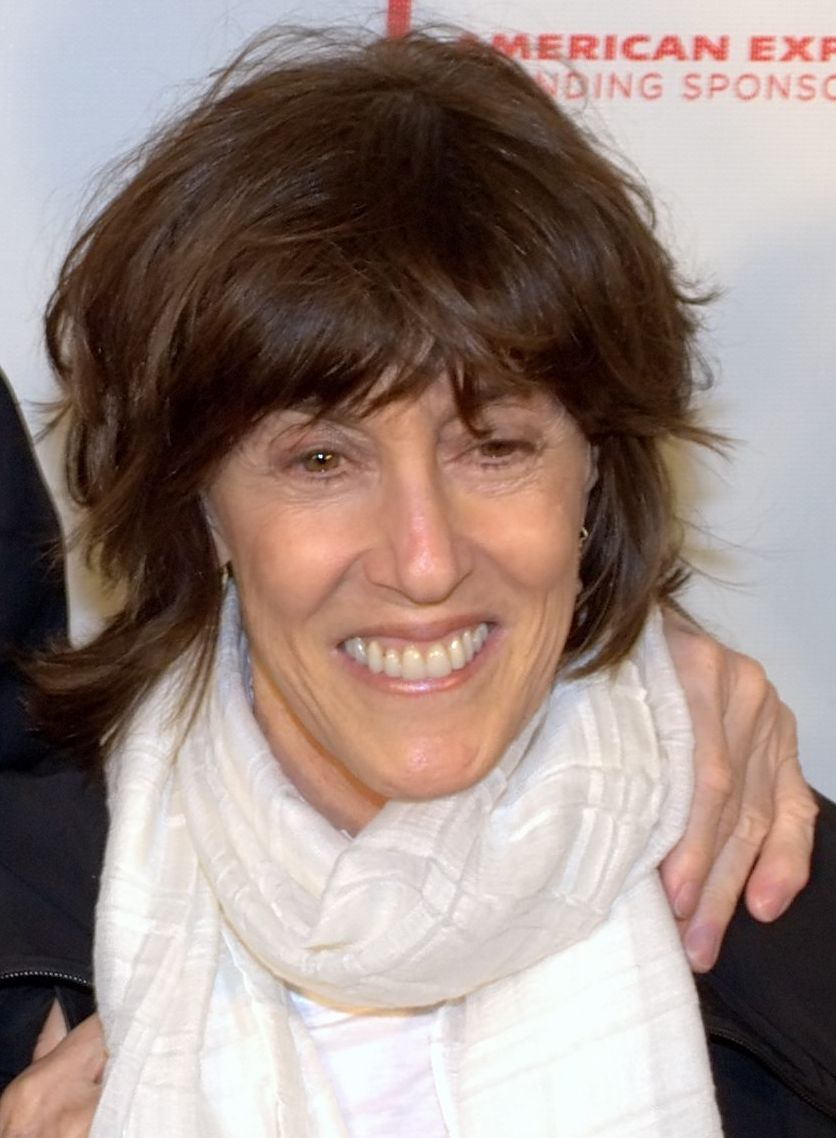
Nora Ephron, Kịch bản gốc xuất sắc nhất

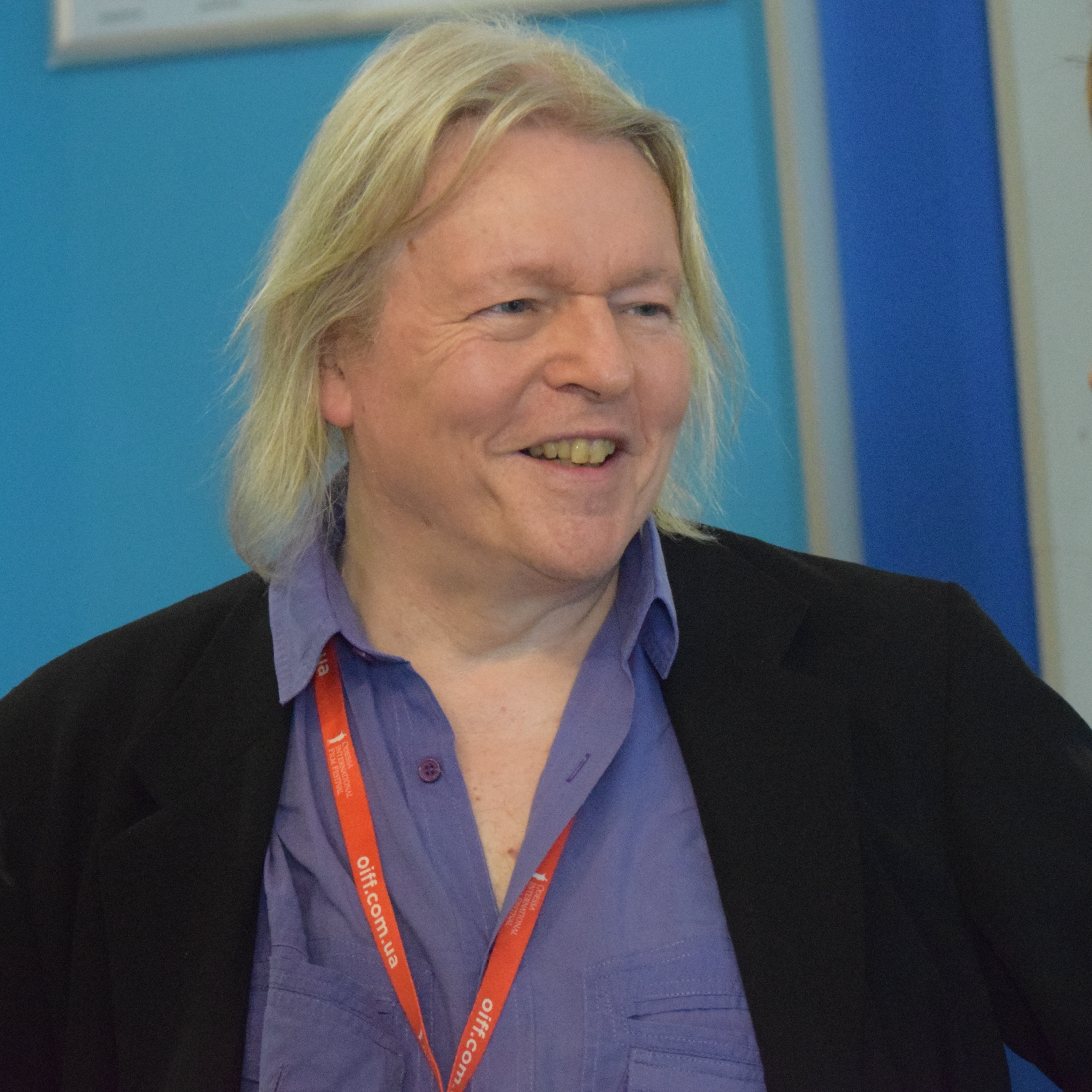
Christopher Hampton, Kịch bản chuyển thể xuất sắc nhất

| Phim hay nhất Dead Poets Society – Steven Haft, Paul Junger Witt, Tony Thomas và Peter Weir - My Left Foot – Noel Pearson và Jim Sheridan - Shirley Valentine – Lewis Gilbert - When Harry Met Sally... – Rob Reiner | Đạo diễn xuất sắc nhất Kenneth Branagh – Henry V - Alan Parker – Mississippi Burning - Peter Weir – Dead Poets Society - Stephen Frears – Dangerous Liaisons |
| Nam diễn viên chính xuất sắc nhất Daniel Day-Lewis – My Left Foot vai Christy Brown - Dustin Hoffman – Rain Man vai Raymond Babbitt - Kenneth Branagh – Henry V vai Henry V - Robin Williams – Dead Poets Society vai John Keating | Nữ diễn viên chính xuất sắc nhất Pauline Collins – Shirley Valentine vai Shirley Valentine-Bradshaw - Glenn Close – Dangerous Liaisons vai Marquise Isabelle de Merteuil - Jodie Foster – The Accused vai Sarah Tobias - Melanie Griffith – Working Girl vai Tess McGill                                                                            |
| Nam diễn viên phụ xuất sắc nhất Ray McAnally – My Left Foot vai Patrick Brown - Jack Nicholson – Batman vai Joker - Marlon Brando – A Dry White Season vai Ian McKenzie - Sean Connery – Indiana Jones and the Last Crusade vai Henry Jones, Sr.                                                                                           | Nữ diễn viên phụ xuất sắc nhất Michelle Pfeiffer – Dangerous Liaisons vai Madame Marie de Tourvel - Laura San Giacomo – Sex, Lies, and Videotape vai Cynthia Patrice Bishop - Peggy Ashcroft – Madame Sousatzka vai Lady Emily - Sigourney Weaver – Working Girl vai Katharine Parker                                                               |
| Kịch bản gốc xuất sắc nhất When Harry Met Sally... – Nora Ephron - Dead Poets Society – Tom Schulman - Rain Man – Ronald Bass và Barry Morrow - Sex, Lies, and Videotape – Steven Soderbergh | Kịch bản chuyển thể xuất sắc nhất Dangerous Liaisons – Christopher Hampton - The Accidental Tourist – Frank Galati và Lawrence Kasdan - My Left Foot – Shane Connaughton và Jim Sheridan - Shirley Valentine – Willy Russell |
| Quay phim xuất sắc nhất Mississippi Burning – Peter Biziou - The Bear – Philippe Rousselot - Dangerous Liaisons – Philippe Rousselot - Gorillas in the Mist – John Seale - Henry V – Kenneth MacMillan | Thiết kế phục trang xuất sắc nhất The Adventures of Baron Munchausen – Gabriella Pescucci - Batman – Bob Ringwood - Dangerous Liaisons – James Acheson - Henry V – Phyllis Dalton |
| Dựng phim xuất sắc nhất Mississippi Burning – Gerry Hambling - Dangerous Liaisons – Mick Audsley - Dead Poets Society – William M. Anderson - Rain Man – Stu Linder | Hóa trang và làm tóc xuất sắc nhất The Adventures of Baron Munchausen – Maggie Weston, Fabrizio Sforza và Pam Meager - Batman – Paul Engelen và Nick Dudman - Dangerous Liaisons – Jean-Luc Russier - My Left Foot – Ken Jennings |
| Nhạc phim hay nhất Dead Poets Society – Maurice Jarre - Dangerous Liaisons – George Fenton - Mississippi Burning – Trevor Jones - Working Girl – Carly Simon | Thiết kế sản xuất xuất sắc nhất The Adventures of Baron Munchausen – Dante Ferretti - Batman – Anton Furst - Dangerous Liaisons – Stuart Craig - Henry V – Tim Harvey |
| Âm thanh xuất sắc nhất Mississippi Burning – Bill Phillips, Danny Michael, Robert J. Litt, Elliot Tyson và Rick Kline - Batman – Don Sharpe, Tony Dawe và Bill Rowe - Henry V – Campbell Askew, David Crozier và Robin O'Donoghue - Indiana Jones and the Last Crusade – Richard Hymns, Tony Dawe, Ben Burtt, Gary Summers và Shawn Murphy | Hiệu ứng hình ảnh đặc biệt xuất sắc nhất Back to the Future phần II – Ken Ralston, Michael Lantieri, John Bell và Steve Gawley - The Adventures of Baron Munchausen – Kent Houston và Richard Conway - Batman – Derek Meddings và John Evans - Indiana Jones and the Last Crusade – George Gibbs, Michael J. McAlister, Mark Sullivan và John Ellis |
| Phim tài liệu hay nhất First Tuesday: Four Hours in My Lai – Kevin Sim - Everyman: Romania State of Fear – John Blake - Lost Children of the Empire – Joonna Mack và Mike Fox - Viewpoint 89: Cambodia Year 10: A Special Report by John Pilger – David Munro                                                                              | Phim không nói tiếng Anh hay nhất Life and Nothing But – Rene Cleitman và Bertrand Tavernier - Pelle, nhà chinh phục – Per Holst và Bille August - Salaam Bombay! – Mira Nair - Women on the Verge of a Nervous Breakdown – Agustín Almodóvar và Pedro Almodóvar                                                                                    |
| Phim hoạt hình ngắn hay nhất A Grand Day Out – Nick Park - Creature Comforts – Sara Mullock và Nick Park - Egoli – Karen Kelly - War Story – Sara Mullock và Peter Lord | Phim ngắn hay nhất The Candy Show – Peter Hewitt, David Freeman và Damian Jones - Carmela Campo – Ariel Piluso, Carlos Toscano và Gabriel Enis - Tight Trousers – Metin Hüseyin và Elaine Donnelly - Uhloz – Isabelle Groulleart và Guy Jacques |

## Thống kê
| Số lượng | Phim                               |
| -------- | ---------------------------------- |
| 10       | Dangerous Liaisons                 |
| 6        | Batman                             |
| 6        | Dead Poets Society                 |
| 6        | Henry V                            |
| 5        | Mississippi Burning                |
| 5        | My Left Foot                       |
| 4        | The Adventures of Baron Munchausen |
| 3        | Indiana Jones and the Last Crusade |
| 3        | Rain Man                           |
| 3        | Shirley Valentine                  |
| 3        | Working Girl                       |
| 2        | Sex, Lies, and Videotape           |
| 2        | When Harry Met Sally...            |

| Số lượng | Phim                               |
| -------- | ---------------------------------- |
| 3        | The Adventures of Baron Munchausen |
| 3        | Mississippi Burning                |
| 2        | Dangerous Liaisons                 |
| 2        | Dead Poets Society                 |
| 2        | My Left Foot                       |